# Kaltenbrunn (Garmisch-Partenkirchen)
Kaltenbrunn ist ein Gemeindeteil des Marktes Garmisch-Partenkirchen im oberbayerischen Landkreis Garmisch-Partenkirchen.

## Lage
Das Dorf Kaltenbrunn liegt östlich vom Garmisch-Partenkirchner Kerngebiet an der Bundesstraße 2 in Richtung Österreich. Kaltenbrunn war der größte Ort der Gemeinde Wamberg, der am 1. Mai 1978 nach Garmisch-Partenkirchen eingemeindet wurde. Der Bahnhof Kaltenbrunn an der Mittenwaldbahn wird seit dem 3. Juni 1984 nicht mehr bedient, ist aber nach wie vor ein Kreuzungsbahnhof der ansonsten eingleisigen Strecke.
Zum Stand der letzten Volkszählung vom 25. Mai 1987 hatte Kaltenbrunn 111 Einwohner. Um das auf rund 800 m ü. NHN im Wettersteingebirge gelegene Kaltenbrunn erstrecken sich Buckelwiesen und Seen: als Beispiele seien der nahe dem benachbarten Gerold gelegene Wagenbrüchsee sowie der Barmsee genannt (beide Gemeindegebiet Krün). Die landwirtschaftlich geprägte Umgebung ist touristisch erschlossen und bietet auf mehreren Rad- bzw. Wanderwegen und Langlaufloipen sommers wie winters Gelegenheit zu Erholung und Sport.
Das zeitweilig sehr unfallträchtige, üblicherweise „Schwabenkurve“ genannte Straßenstück bei Kaltenbrunn hat seinen Namen nach dem Rennsportfahrer und Sportflieger Karl Schwabe, beziehungsweise dessen Familie. Ihr Haus befand sich am Hang oberhalb der Kurve.

Ansichten
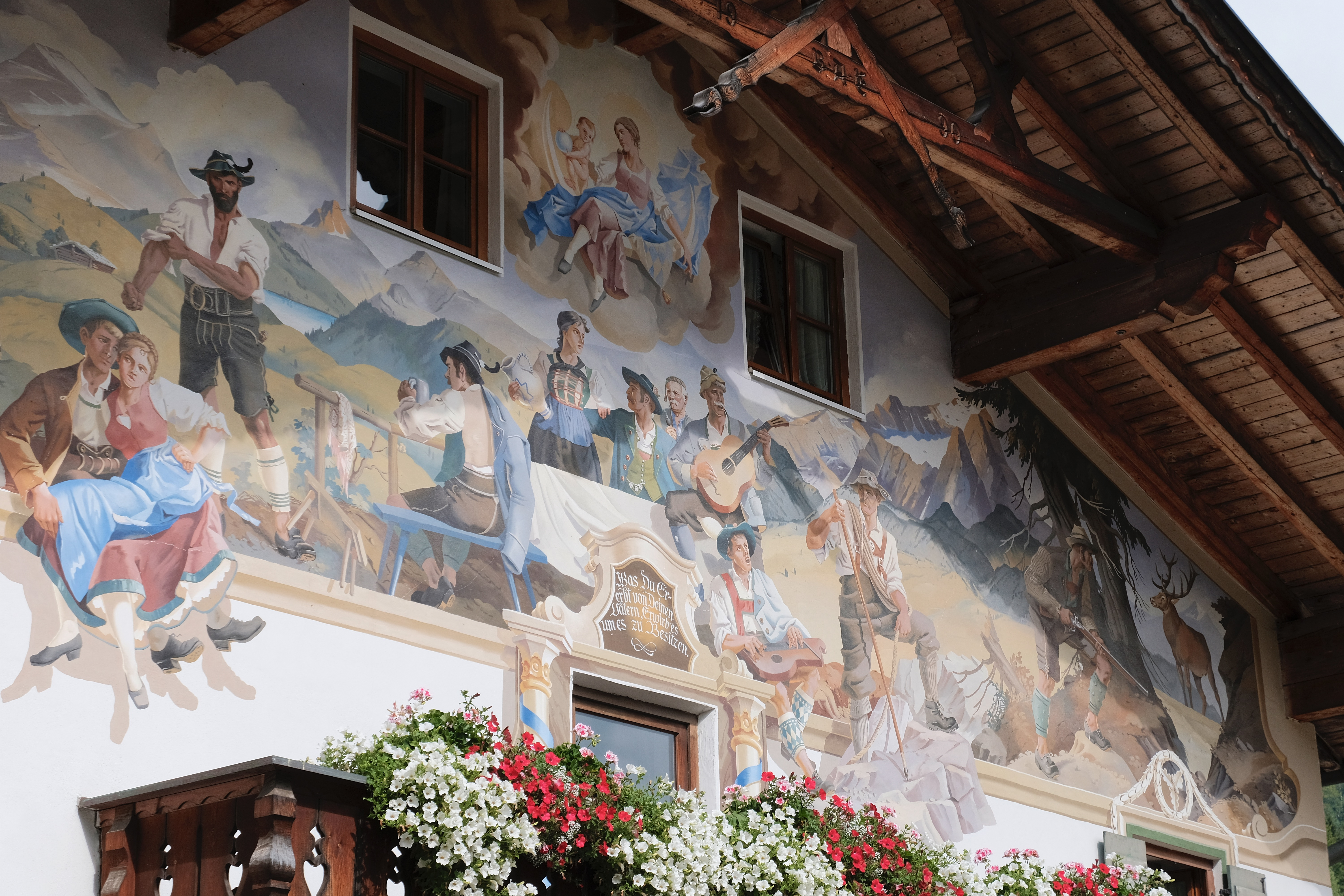
Wirtshaus Schweizer Bartl mit typischer Lüftlmalerei
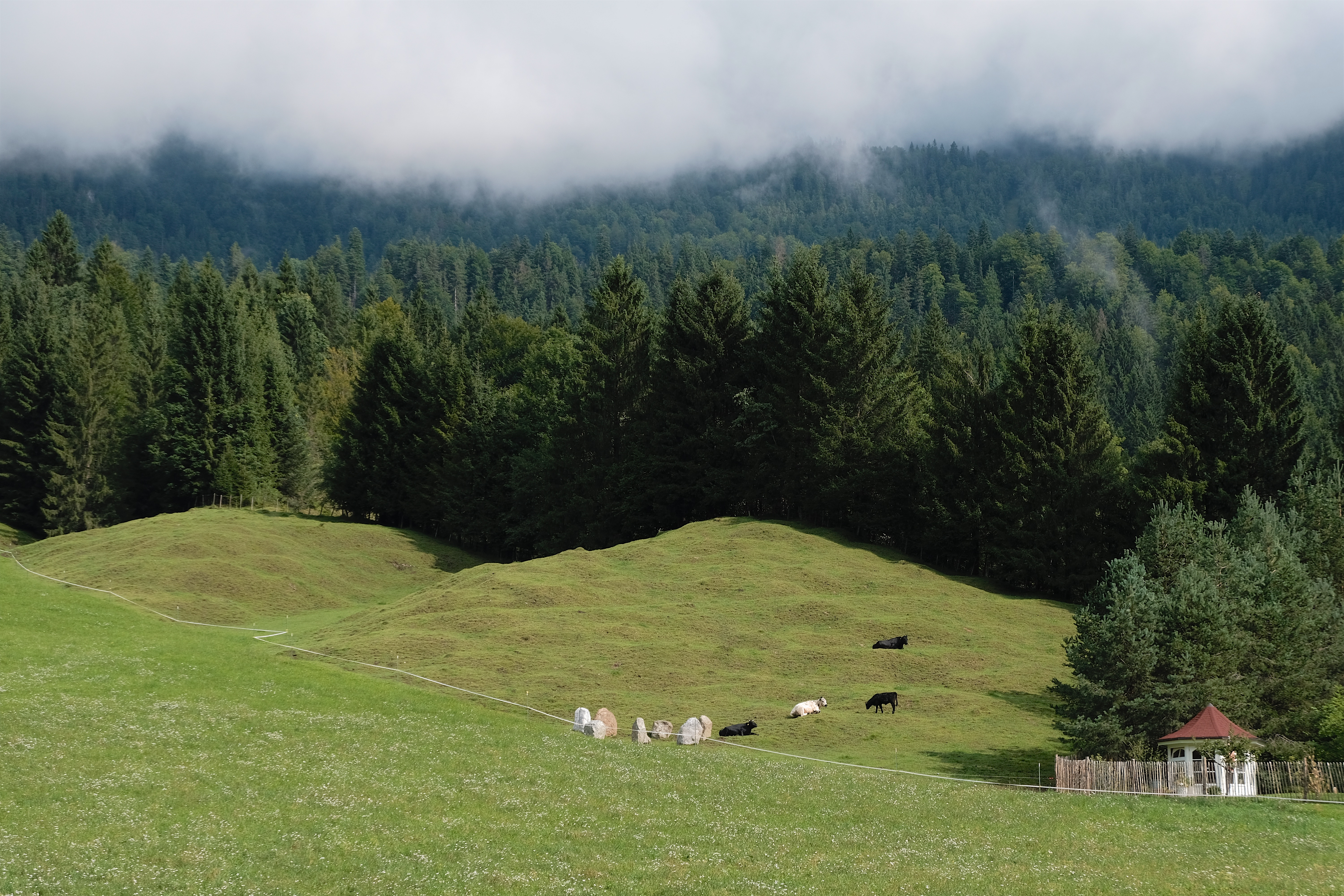
Buckelwiese bei Kaltenbrunn